# Wir bleiben Freunde
Wir bleiben Freunde ist ein deutscher Fernsehfilm von Hansjörg Thurn aus dem Jahr 2021. Der Film wurde im Fernsehprogramm erstmals am 23. Mai 2021 im ZDF in der Reihe ZDF-Herzkino ausgestrahlt.

## Handlung
Ein paar Jahre nach der Trennung von ihrem Mann Volker hat Doro mit dem verwitweten Moritz gerade wieder eine neue Liebe gefunden. Ausgerechnet jetzt, da Doro mit Moritz in ein paar Tagen eine Reise nach England antreten möchten, teilt ihr Tochter Katinka mit, dass Volker sich ein Bein gebrochen hätte und Hilfe bräuchte. In seine Wohnung ohne Fahrstuhl kann er jetzt nicht zurück. Doro lässt sich von Katinka überzeugen, ihn für ein paar Tage in ihr Haus aufzunehmen, das sie einst gemeinsam bewohnten. Nach fünf Tagen soll er dann für eine Kurzzeitpflege in ein Heim. Dass Volker, ein pensionierter Zahnarzt und Sprücheklopfer, sich auch noch den Arm gebrochen hat, erhöht den Aufwand merklich. Tochter Katinka hofft ein wenig darauf, dass ihre Eltern vielleicht wieder zusammenfinden, nach Sohn Paul hat sich Doro allerdings mal wieder von ihrem Vater einwickeln lassen.
Moritz ist die Konstellation in Doros Haus nicht geheuer. Volker genießt die Versorgung durch Doro sichtlich, und da die beiden wieder Zeit miteinander verbringen, erinnern sie sich auch an gute gemeinsame Zeiten. Und da die Pflege auf der Couch zu kompliziert wird, darf Volker auch wieder ins frühere Ehebett. Moritz fühlt sich immer mehr ausgeschlossen und ist sich auch nicht mehr sicher, ob er mit Doro wegfahren soll. Volker lässt sich nach fünf Tagen für die weitere Zeit seiner Genesung aber auch nicht so einfach ins Pflegeheim abschieben. Eine extra angeheuerte Pflegekraft aus Polen beleidigt er rassistisch, sodass diese Option auch wegfällt. Als Moritz erfährt, dass die beiden aus steuerlichen Gründen noch nicht einmal geschieden sind, ist dies ein zusätzlicher Schlag für ihn.
Eines Abends kuschelt sich Doro sogar zu ihrem Mann ins Bett. Das wird ihr dann aber doch zu viel, sie übergibt Volker am nächsten Tag ihrer Tochter Katinka zur Pflege und zieht selbst in das gemeinsame Penthouse in der Stadt. Sie entscheidet sich auch dafür, die Beziehung zu Moritz wieder aufzubauen und sich für diese mehr einzusetzen. Als Volker wegen einer Thrombose ins Krankenhaus kommt, besucht ihn Doro. Sie war beim Anwalt, da sie sich dazu entschieden hat, sich endlich scheiden zu lassen und mit Moritz eine neue Beziehung einzugehen. Auf Volkers Frage, was denn jetzt aus ihnen werde, antwortet Doro: „Wir bleiben Freunde“.

## Produktion
Der Film wurde vom 23. Juni 2020 bis zum 20. Juli 2020 in Kiel und Umgebung gedreht.

## Rezeption

### Kritiken
Das Lexikon des internationalen Films gibt dem Film 2 von 5 Sternen. Der Film sei eine gut besetzte Komödie über das Thema Trennung und Zuneigung, die „um einiges lebensnäher daherkommt als vergleichbare Filme.“ Allerdings würde die Seichtigkeit „gleichwohl durch eine einfallsarme Inszenierung befördert, die auf Standardsituationen setzt und jede Eigenständigkeit scheut.“
Rainer Tittelbach gibt dem Film bei seiner Besprechung auf tittelbach.tv insgesamt 4 von 6 Sternen.

### Einschaltquoten
Bei seiner Erstausstrahlung im ZDF am 23. Mai 2021 sahen 4,55 Millionen Zuschauer den Film. Dies entsprach einem Marktanteil von 14,3 %.